# Colmeda
Il torrente Colmeda è un corso d'acqua della provincia di Belluno.
Nasce alle pendici delle Vette Feltrine al confine tra i comuni di Feltre, Sovramonte e Pedavena. Poco prima di quest'ultima, accoglie le acque del torrente Porcilla e, presso Feltre, vi sfocia il rio Uniera. Poco dopo si unisce allo Stizzon per formare il Sonna.